# المسرح الكبير (لبنان)
المسرح الكبير، لبنان كان مسرحًا يقع في وسط مدينة بيروت، لبنان. المبنى غير مستخدم حاليا.

## التصميم
صممه يوسف أفتيموس، وبناه جاك تابت (شاعر وعاشق للمسرح) خلال عقد عشرينيات القرن العشرين. افتُتح المبنى في عام 1929. استضاف المسرح الكبير على مر السنين العروض العالمية والإنتاج السينمائي.
قاعة المسرح على شكل حدوة حصان وتتسع لـ 630 مقعدًا مع أوركسترا وشرفتين وآلات لتجهيز المسرح. فيه قبة فولاذية صغيرة تعمل بالكهرباء على القضبان، مما سمح للسقف بالفتح للتهوية. سقف مقبب مع زجاج ملون مزخرف يغطي الردهة.

## تاريخ
كان المسرح جزءاً من مركز تجاري يضم فندقاً وشققاً للإيجار ومكاتب ومحلات تجارية. أدى إنشاء المسرح الكبير على زاوية شارعي الأمير بشير وسوريا إلى منع تنفيذ التصميم الأصلي للطريق الرئيسي الذي يربط الميناء بغابة الصنوبر عند الحد الجنوبي للمدينة لعام 1878. 
افتتح المسرح الكبير في عام 1929 بمسرحية موسيقية فرنسية تسمى لا، لا، نانيت، مقتبسة من النجاح الذي حققته على مسرح برودواي. استضاف المسرح فيما بعد عروض كوميديا فرنسية، وباليه الشانزليزيه، وفرقة رمسيس المصرية، وحفلات عبد الوهاب وأم كلثوم. كما عرض المسرح الكبير إنتاجات سينمائية عالمية واهتم بالأحداث الأدبية والخيرية الكبرى. منذ الستينيات فصاعدًا، أصبحت تعمل كمسرح سينمائي فقط. خلال الحرب الأهلية اللبنانية، استخدم المبنى لأغراض مختلفة (عرض الأفلام الإباحية، المستشفى الميداني). وقد تضررت وتم هجرها تدريجياً بسبب القتال العنيف في المنطقة.
بعد الحرب وقع المسرح الكبير تحت إشراف سوليدير. تم ترميم الواجهة وإصلاح المبنى جزئيًا. كان لدى سوليدير خطط لتحويل المبنى إلى فندق بوتيكي، ولكن حتى اليوم لا يزال المسرح الكبير غير مستخدم.

## الجدول الزمني
- في عشرينيات القرن العشرين: بني المسرح الكبير من تصميم يوسف أفطيموس وبناه جاك تابت
- 1929: الافتتاح
- الستينيات: تم إعادة استخدام المسرح الكبير كمسرح سينمائي
- 1975-1990: تضررت من الحرب الأهلية
- 1994: نقل الملكية إلى شركة سوليدير . ترميم الواجهة والإصلاحات الجزئية.
- 2019: وجدت أعداد كبيرة من اللبنانيين فرصة لإعادة اكتشاف المسرح الكبير خلال الاحتجاجات الحاشدة

## طالع أيضًا
- الفن ديكو
- منطقة وسط بيروت
- الكوميديا الفرنسية
- العمارة النهضة المغاربية
- مسرح لبنان
- يوسف افتيموس